# Giả Tịnh Văn
Giả Tịnh Văn (sinh ngày 7 tháng 10 năm 1974) là nữ diễn viên truyền hình Đài Loan được biết đến nhiều nhất với vai Triệu Mẫn trong phim truyền hình Ỷ thiên đồ long ký năm 2003.

## Tiểu sử
Giả Tịnh Văn sinh ra tại Đài Bắc, Đài Loan, quê gốc ở Thiên Tân trong gia đình còn có em trai và em gái. Vì là chị cả nên cô được giáo dục rất nghiêm khắc như một cậu con trai. Cha của Gia Tịnh Văn là doanh nhân. Từ khi cô còn nhỏ, gia đình đã mở nhà hàng kinh doanh ăn uống có tên "天津卫" nên phần lớn thời thơ ấu của cô gắn liền với nhà hàng. Chuỗi nhà hàng của gia đình cô rất nổi tiếng tại địa phương nên Giả Tịnh Văn từ nhỏ đã có cơ hội gặp mặt rất nhiều ngôi sao nổi tiếng ghé thăm nhà hàng như Thành Long, Lâm Thanh Hà, được nữ diễn viên Đài Loan Điềm Nữu (恬妞) gửi tặng ảnh có kèm chữ ký.
Năm 15 tuổi, khi học năm thứ 3 sơ trung, Giả Tịnh Văn được phát hiện và mời tham gia đóng quảng cáo thương mại đầu tiên. Sau đó, cô tiếp tục xuất hiện nhiều hơn với vai trò người mẫu quảng cáo. Lên bậc cao trung, cô theo học lớp diễn xuất của trường nghệ thuật Hoa Cương (Taipei Hwa Kang Arts School) trong 2 năm. Do cha cô mở rộng công việc kinh doanh tại Đại lục nên ngay lập tức Giả Tịnh Văn quyết định đi theo phụ giúp. Năm 1993, Giả Tịnh Văn ghi danh ở khoa nghệ thuật phương Đông của Đại học Nam Khai Thiên Tân (Nankai University). Cô yêu thích và chú tâm ghi chép nhất trong các giờ văn học và hội họa cổ điển Trung Hoa. Cùng năm đó, cô được nhận vào Học viện Điện ảnh Bắc Kinh.
Không may công việc kinh doanh của cha cô thất bại nên buộc Giả Tịnh Văn phải bỏ dở việc học và quay lại Đài Loan gánh vác món nợ cho gia đình.

## Đời tư
Năm 2005, Giả Tịnh Văn và doanh nhân Tôn Chí Hạo (孫志浩) kết hôn. Ngày 19 tháng 6 năm 2005, cô sinh con gái Tôn Linh Xuyến (孫翎茜) đặt tên thân mật là bé Ngô Đồng (梧桐妹). Ngày 3 tháng 4 năm 2009, cặp đôi nộp đơn ly dị. Ngày 12 tháng 7 năm 2010, cả hai chính thức ly dị.
Trong buổi phỏng vấn với kênh giải trí NetEase (網易娛樂), Giả Tịnh Văn chia sẻ về tình yêu với nam diễn viên Tu Kiệt Khải (修杰楷) kém tuổi, cô cho biết chuyện tình cảm hãy để thuận theo tự nhiên. Về việc bạn trai mới sẽ tương tác với con riêng, Giả Tịnh Văn tiết lộ con gái đã chấp nhân bạn trai mới của mẹ:"Ở thời điểm hiện tại mọi chuyện khá tốt". Tu Kiệt Khải thông qua trang Facebook cá nhân xác nhận Giả Tịnh Văn đang mang thai ở tuổi 40. Cặp đôi kết hôn tại Nhật Bản và em bé được dự kiến sinh sau khi Tu Kiệt Khải kết thúc nghĩa vụ quân sự.
Ngày 14 tháng 8 năm 2015, Giả Tịnh Văn sinh con gái Tu Doãn Phi (修允菲) có tên thân mật là BooBoo (咘咘). Ngày 28 tháng 11 năm 2016, Giả Tịnh Văn tuyên bố đang mang thai lần 3.

## Danh sách phim

### Phim truyền hình
- Những mảnh vỡ của ký ức cô (2022)
- Mẹ, đừng làm vậy! (2022)
- The world between us (2019)
- Tội nhân vô định (2019)
- Năm Thành Hoá thứ mười bốn (2020)
- Trường săn (2017)
- Thái Bình Công chúa bí sử (2012)
- Tiễn Ái (2009)
- Vô Gian Hữu Ái (2009)
- Tấn Dương Lão Thố Phường (2009)
- Khúc hát bi thương (2006)
- Cô Dâu Thứ 100 (2005)
- Tân Vương Lý Thế Dân (2004)
- Thần Y Hiệp Lữ (2004)
- Rẽ Trái Rẽ Phải (2003)
- Chí Tôn Hồng Nhan (2003)
- Ỷ Thiên Đồ Long Ký (2003)
- Tiếng sét ái tình (2003)
- Song Long Hội (2002)
- Hán Vũ Đế (2001)
- Phi Long Tại Thiên (2000)
- Tôi muốn nỗ lực thành người tốt (2000)
- Trường Nam Của Tức Phụ (2000)
- Thất Thế Phu Thê (1999)
- Tiểu Lý Phi Đao (1999)
- Đa Tình Đao Khách Vô Tình Đao (1999)
- Cố Sự Nữ Nhân 3 (1999)
- Tay Của Tôi Bị Trói (1996)
- Bích Hải Minh Nguyệt Tâm (1996)
- Tân Long Môn Khách sạn (1996)
- Hồng Mai Các (1996)
- Tam Quốc Anh Hùng Truyện (1996)
- Tình ái Hồng Trần (1995)
- Hoa Thủy Tinh (1995)
- Cha Tôi Là Bá Chủ (1994)
- Năm Đó Chúng Ta Đều Ác (1994)
- My Family Is Natrium Sang Magu (1992)
- Hữu Lương Hữu Noãn Để Quý Tiết (1992)
- Mẫu Kê Đai Tiểu Áp (1992)
- Trường Hoa Treo Tường (1991)
- Giai Gia Phúc (1990)

### Phim điện ảnh
- Dòng thác (2021)
- Chân Tình Cuồng Ái (1998) vai Tiểu Lan
- Ác Nữ Liệt Truyện (1998) vai Tiểu Lục
- Nhân dân Phúc Thành (1998) vai Niên Khinh Từ Mẫu

Đội phi hổ vai madam cường